# Francis Xavier Dercum
Francis Xavier Dercum (født 10. august 1856, død 24. april 1931) var en amerikansk læge, der først beskrev sygdommen Adiposis dolorosa (også kendt som Dercums sygdom ).  Han var en kendt neurolog og specialiseret i behandling af nervøse og psykiske lidelser.  Han behandlede præsident Woodrow Wilson i 1919,  og Ima Hogg i tre år, begyndende i 1918.

## Liv og karriere
Dercum blev født i Philadelphia, Pennsylvania. Han blev uddannet på den lokale high school og studerede siden medicin ved University of Pennsylvania . Han modtog sin lægeeksamen i 1877.
I 1892 var Dercums den første til at udgive en beskrivelse af Adiposis dolorosa. Han publicerede over 200 artikler, herunder adskillige lærebøger, inden for de medicinske områder anatomi, fysiologi, patologi, psykologi og terapi .
Dercum var aktiv mange steder. Blandt andet var han et af de stiftende medlemmer af Philadelphia Neurological Society i 1884 og fungerede som vicepræsident fra 1884 til 1885. Han var præsident for American Neurological Association i 1886 og stipendiat ved American College of Physicians. Han fungerede som formand for sektionen om nervøse og mentale sygdomme i American Medical Association i 1915. Han deltog i neurologiske selskaber i Wien, Budapest og London og blev valgt til Neurological Society of Paris. I 1923 tildelte den franske regering ham Chevalier of the Legion of Honor.
Under Første Verdenskrig tjente han i Pennsylvania Medical Advisory Board og Medical Reserve Board og forelæste om neurologi for læger fra den amerikanske hær og den amerikanske flåde .
Da præsident Wilson kollapsede i Det Hvide Hus i oktober 1919, blev Dr. Dercum kaldt til at diagnosticere og behandle ham inden for et par timer. Det var ham, der rådgav præsidenten til at forblive i embedet på trods af hans lammende trombose. Det var også Dercum, der opfordrede præsidentens kone, Edith Bolling Wilson, til at stille op som hans virtuelle vikar. 
Dercum døde i 1931. Han er begravet på West Laurel Hill Cemetery, Woodlawn Section, Lot 38, Bala Cynwyd, Pennsylvania.

## Udgivelser
- - A Textbook on Nervous Diseases, Philadelphia, Lea Brothers & Co., 1895. https://archive.org/details/textbookonnervou00derc
  - “Report of Three Cases of Beri-Beri,” Journal of Nervous & Mental Disease 20(2) (Feb. 1895): 103-109.
  - “Two cases of Adiposa Dolorosa,” Transactions. College of Physicians of Philadelphia (1902).
  - Rest, Mental Therapeutics, Suggestion, 1903
  - A Clinical Manual of Mental Diseases. Philadelphia; London: W. B. Saunders Co., 1913. https://archive.org/details/39002010914035.med.yale.edu
  - “The Treatment of Mental Affections as they are Met with in General Practice,” New York Medical Journal (March 13, 1915).
  - Hysteria and accident compensation: Nature of Hysteria and the Lesson of the Post-Litigation Results, 1916.
  - “Metabolism in Insanity,” Journal of the American Medical Association (April 15, 1916): 1183-1188.
  - A Clinical Manual of Mental Diseases, 1917.
  - Rest, Suggestion, and Other Therapeutic Measures in Nervous and Mental Disease. Philadelphia: P. Blakiston’s Son & Co., 1917. https://archive.org/details/cu31924003706615
  - “The Interpretation of the Neuroses: Biologic, Pathologic and Clinical Considerations, together with an Evaluation of the Psychogenic Factors,” Journal of the American Medical Association (April 28, 1917): 1223-1227.
  - An Essay on the Physiology of Mind: An Interpretation based on Biological, Morphological, Physical and Chemical Considerations. Philadelphia; London: W. B. Saunders Co., 1922. https://archive.org/details/cu31924029080709
  - The Biology of the Internal Secretions, Philadelphia and London: W.B. Saunders Co., 1924.